# Pseudotyphistes pennatus
Pseudotyphistes pennatus är en spindelart som beskrevs av Brignoli 1972. Pseudotyphistes pennatus ingår i släktet Pseudotyphistes och familjen täckvävarspindlar.
Artens utbredningsområde är Uruguay. Inga underarter finns listade i Catalogue of Life.